# The Air Boom
Gli Air Boom sono stati un tag team di wrestling attivo in WWE tra il 2011 e il 2012, composto da Evan Bourne e Kofi Kingston. I due hanno vinto una volta il WWE Tag Team Championship.

## Storia
Gli Air Boom si sono formati nella puntata di Raw del 15 agosto 2011, quando Evan Bourne e Kofi Kingston hanno sconfitto David Otunga e Michael McGillicutty. Una settimana dopo, sempre a Raw, il duo conquista il WWE Tag Team Championship sconfiggendo proprio la coppia Otunga-McGillicutty. Nella puntata di Raw del 29 agosto gli Air Boom difendono con successo i titoli contro Otunga e McGillicutty. La settimana dopo gli Air Boom sconfiggono in un match non titolato The Great Khali e Jinder Mahal. A Night of Champions gli Air Boom difendono con successo i titoli contro gli Awesome Truth (The Miz e R-Truth). La sera dopo, a Raw, gli Air Boom Sheamus e Justin Gabriel hanno sconfitto David Otunga, Michael McGillicutty, Wade Barrett e Christian. Nella puntata di SmackDown del 23 settembre gli Air Boom hanno sconfitto gli Usos (Jimmy Uso e Jey Uso). Nella puntata di Raw del 26 settembre gli Air Boom e Zack Ryder hanno sconfitto Dolph Ziggler, Jack Swagger e Mason Ryan. A Hell in a Cell gli Air Boom hanno difeso con successo i titoli contro Dolph Ziggler e Jack Swagger. Nella puntata di SmackDown del 7 ottobre gli Air Boom vengono sconfitti da Dolph Ziggler e Jack Swagger in un match non titolato. Nella puntata di Superstars precedente a Vengeance gli Air Boom sconfiggono Drew McIntyre e Michael McGillicutty. A Vengeance gli Air Boom hanno difeso nuovamente con successo i titoli contro Ziggler e Swagger. La settimana successiva gli Air Boom vincono prima a Superstars contro JTG e Primo e, il giorno seguente a SmackDown, vengono battuti dagli Awesome Truth. Nello speciale di Halloween del 31 ottobre gli Air Boom vengono sconfitti da Cody Rhodes e Wade Barrett. Nella giornata seguente viene ufficializzato sul sito della WWE la sospensione di Evan Bourne, dopo che quest'ultimo è stato trovato positivo ai test del WWE Wellness Program.
L'8 dicembre, nel corso della puntata di Superstars, Bourne fa il suo ritorno sul ring, perdendo però contro Epico. Nell'edizione di Superstars del 15 dicembre, gli Air Boom perdono contro Primo ed Epico, che diventano i contendenti nº1 al WWE Tag Team Championshop. A TLC: Tables, Ladders & Chairs gli Air Boom hanno difeso con successo i titoli contro Primo ed Epico. Nelle ultime due puntate di Superstars del 2011 gli Air Boom battono Curt Hawkins e Tyler Reks. Il 15 gennaio 2012, in un house show non ripreso dalle telecamere a Oakland, gli Air Boom hanno perso il WWE Tag Team Championship a favore di Primo ed Epico dopo 146 giorni di regno. Vengono sconfitti nuovamente dai portoricani il 16 gennaio a Raw nel rematch valevole per il titolo.
Inizialmente, tale scelta non era stata compresa da molti fan della WWE, ma il 17 gennaio sul proprio sito ufficiale, la WWE ha comunicato che Evan Bourne è stato sospeso per 60 giorni poiché ritrovato per la seconda volta positivo ai controlli del WWE Wellness Program. Nel caso di una terza violazione, la WWE, come da programma, si troverà costretta a licenziare il nativo di St. Louis.

## Personaggi

### Mosse finali
- Evan Bourne
  - Air Bourne (Shooting star press)
- Kofi Kingston
  - Trouble in Paradise (360° enzuigiri)

## Titoli e riconoscimenti
- WWE
  - WWE Tag Team Championship (1)